# Elsa Benítez
Elsa Benítez (Hermosillo, 8 dicembre 1977) è una supermodella messicana.

## Biografia
Elsa Benítez ha sfilato per Anna Sui, Balmain, Bill Blass, Carolina Herrera, Céline, Chanel, Chloé, Christian Dior, Christian Lacroix, Dolce & Gabbana, Emanuel Ungaro, Ellen Tracy, Escada, Fendi, Gianfranco Ferré, Gianni Versace, Jean-Charles de Castelbajac, John Galliano, Krizia, Max Mara, Michael Kors, Nicole Miller, Oscar de la Renta, Paco Rabanne, Ralph Lauren, Salvatore Ferragamo, Sportmax, Valentino, Versus.
Ha sfilato inoltre per Victoria's Secret nel 1997 e nel 1999.
È apparsa sulla copertina delle più importanti riviste di moda come Elle, GQ, Vogue e Marie Claire. Grande fama ha poi ricevuto dalle sue numerose apparizioni sulla rivista Sports Illustrated Swimsuit Issue sulla quale ha avuto la prestigiosa copertina nel 2001.
Nel 2001, è coprotagonista del video del singolo di Enrique Iglesias I Love to See You Cry.
È inoltre la presentatrice del format Mexico's Next Top Model.

### Agenzie
- Modellink Model Agency
- Next Model Management - Londra
- Front Management - Miami

## Vita privata
Ha una figlia, avuta dal matrimonio con il giocatore di pallacanestro Rony Seikaly dal quale ha poi divorziato.